# COWBOY (槇原敬之の曲)
「COWBOY」（カウボーイ）は、1996年7月10日に発売された槇原敬之14枚目のシングル。発売元はwea JAPAN（ワーナーミュージック・ジャパン）。

## 解説
槇原英語詞のシングル第2弾。12cmシングル。全英語詞アルバム『ver.1.0E LOVE LETTER FROM THE DIGITAL COWBOY』先行シングル。フジテレビ系『猛烈アジア太郎』オープニングテーマ。カップリングに作詞・Chris Farrenによるリミックスが2バージョン収録された。

## 収録曲
作詞：Chris Farren　作曲・編曲：槇原敬之
1. COWBOY
2. COWBOY（Chris Farren Rock Mix）
3. COWBOY（Chris Farren Acoustic Mix）
4. COWBOY（HNB Mix）